# 中央肅毒局 (新加坡)
中央肃毒局（英語：Central Narcotics Bureau, CNB，泰米爾語：மத்திய போதைப்பொருள் ஒழிப்புப் பிரிவு）是新加坡的禁毒執法機構，成立於1971年11月2日。該機構的首長是中央肃毒局局長，現任是鄭忠輝（Tee Chong Fui Sam）。

## 法定權力
該機構的人員是濫用藥物法下的執法人員。這授權當局可以在沒有搜查令的情況下，進入及搜查任可能有受管制藥物的處所。該機構還可以要求某人提供尿液或頭髮樣本以供化驗，以判定其是否涉毒。

### 行動
該機構恒常地進行全國性行動，以搜查濫用藥物者及曾經濫用藥物者。該機構還根據情報，對任何可能的毒品活動進行執法行動。該機構亦與新加坡其他執法機構如新加坡警察及移民與關卡局合作進行執法行動。

## 官方網站
https://www.cnb.gov.sg/ （页面存档备份，存于）